# Franz Hermann Troschel
Franz Hermann Troschel (* 10. Oktober 1810 in Spandau [heute zu Berlin]; † 6. November 1882 in Bonn) war ein deutscher Zoologe.

## Leben
Troschel studierte seit 1831 in Berlin Mathematik und Naturwissenschaft. 1844 wurde er an der Universität Berlin als Privatdozent für Zoologie habilitiert. Seit 1840 war er unter dem Direktor Martin Lichtenstein Kustos am Zoologischen Museum in Berlin. 1849 wurde er Professor der Zoologie und der allgemeinen Naturwissenschaft an der Universität Bonn. 1860/61 amtierte er als Rektor der Universität. Er war Mitglied der Gesellschaft Deutscher Naturforscher und Ärzte.

## Ehrungen
1851 wurde er zum Mitglied der Deutschen Akademie der Naturforscher Leopoldina gewählt.
Ihm zu Ehren wurden benannt:

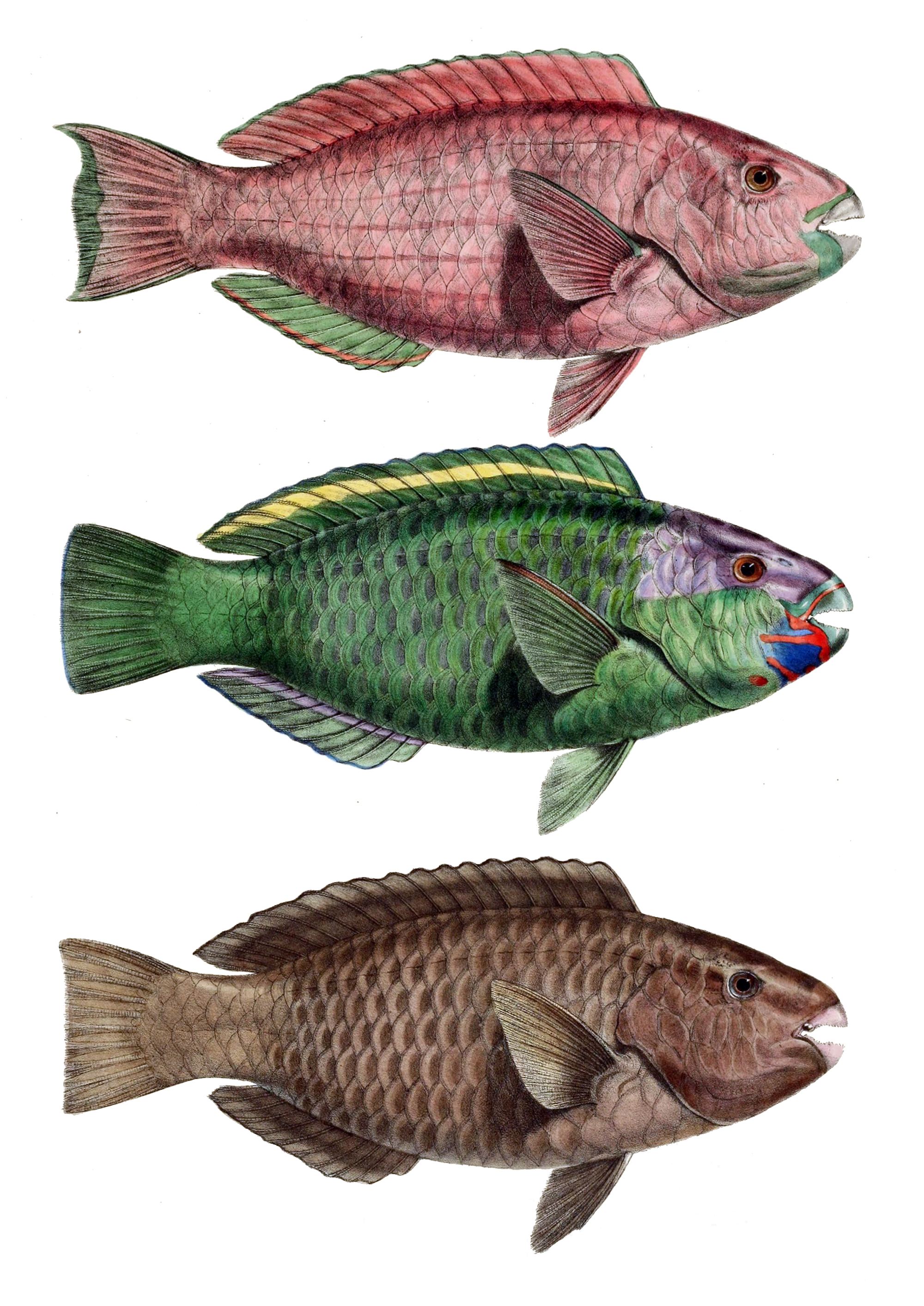
Drei Varianten der nach ihm benannten Papageifischart

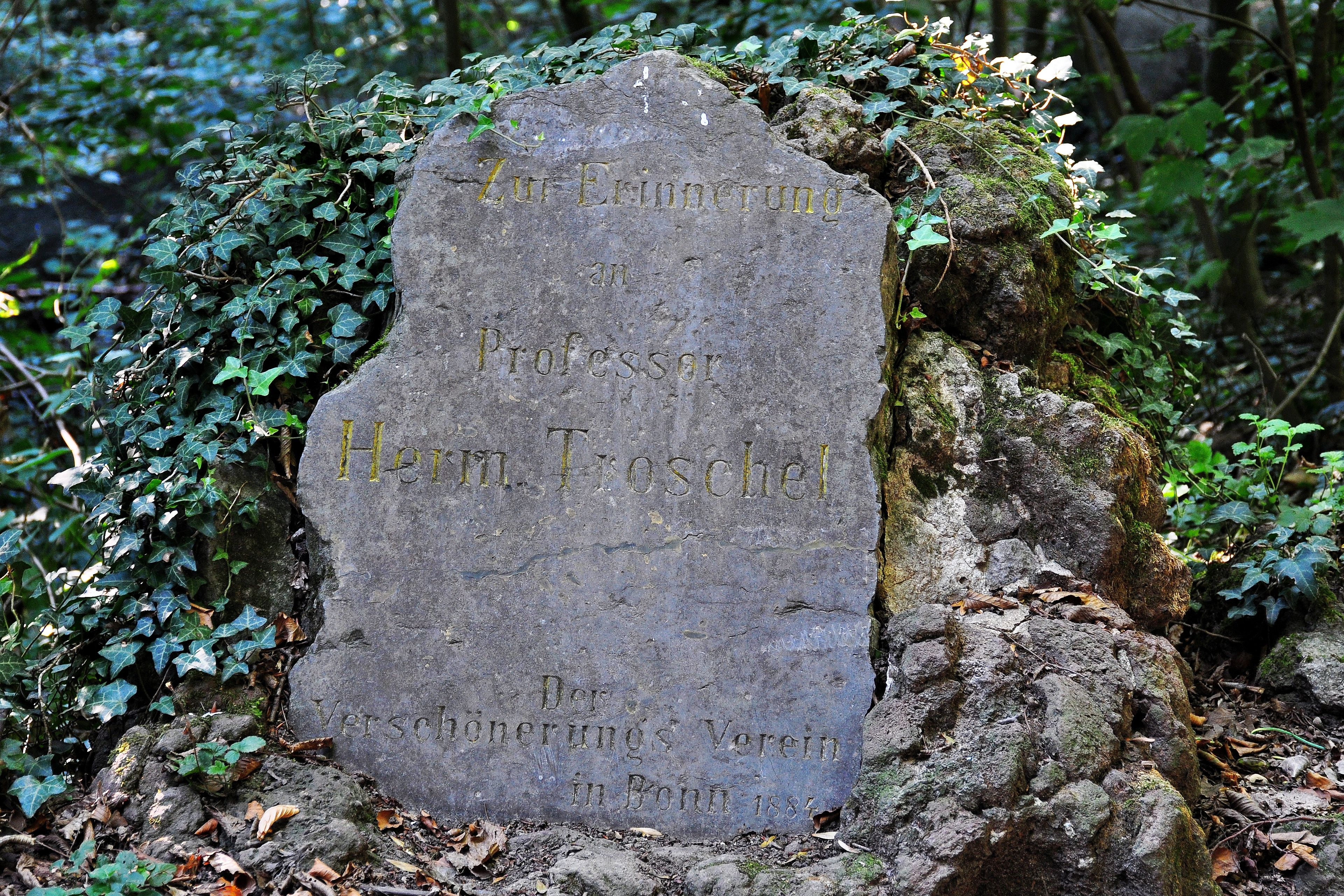
Gedenkstein für den Zoologen Professor Franz Hermann Troschel

- Die Papageifischart Chlorurus troschelii
- Die Troschelstraße im Bonner Ortsteil Poppelsdorf

Im Bonner Melbtal, in der Nähe des Melbgartens, befindet sich außerdem der sogenannte Troschelstein, den der „Bonner Verschönerungsverein“, in dem er sich über viele Jahre sehr engagiert hatte, 1884 in einem Festakt enthüllt hat.

## Erstbeschreibungen
- Ordnung: Ophiurida MÜLLER & TROSCHEL 1840

## Schriften
- Mit Johannes Müller: Über die Gattungen der Ophiuren. In: Archiv für Naturgeschichte, 6, Berlin 1840, S. 327–330
- Mit Johannes Müller: System der Asteriden, 1842
- Über die Bedeutsamkeit des naturgeschichtlichen Unterrichts. Berlin 1845
- Mit Johannes Müller: Horae ichthyologicae. Berlin 1845–1849, 3 Hefte
- Ueber die fossilen Fische aus der Braunkohle des Siebengebirges. In: Verhandlungen des Naturhistorischen Vereins der Preussischen Rheinlande, 11, 1854, S. 1–28, Tafel I–II (Digitalisat)
- Handbuch der Zoologie. Berlin 1848/1853/1859/1864/1871 (Troschel bearbeitete die 3. bis 7. Auflage des davor von Arend Friedrich August Wiegmann und Johann Friedrich Ruthe herausgegebenen Handbuchs)
  - 6. Aufl. Lüderitz, Berlin 1864 (Digitalisierte Ausgabe der Universitäts- und Landesbibliothek Düsseldorf)
- Das Gebiß der Schnecken zur Begründung einer natürlichen Klassifikation. Berlin 1856–1879, 2 Bde. (ab 1866 fortgeführt von Johannes Thiele)